# Celidophylla
Celidophylla is een geslacht van rechtvleugeligen uit de familie sabelsprinkhanen (Tettigoniidae). De wetenschappelijke naam van dit geslacht is voor het eerst geldig gepubliceerd in 1898 door Saussure & Pictet.

## Soorten
Het geslacht Celidophylla  is monotypisch en omvat slechts de volgende soort:
- Celidophylla albimacula (Saussure & Pictet, 1898)